# Giampiero Scaglia
Giampiero Scaglia (Parma, 20 giugno 1963) è un ex calciatore italiano, di ruolo centrocampista o attaccante.

## Carriera
Cresciuto nell'Audace Parma, passa poi al Varese all'età di 14 anni. Fatta tutta la trafila delle giovanili, debutta in Serie B il 10 maggio 1981, nella vittoria per 4-1 sul campo della SPAL. Con la maglia dei biancorossi lombardi disputa cinque campionati nella serie cadetta, conquistando il posto da titolare a partire dalla stagione 1982-1983.
Nel 1985, dopo la retrocessione del Varese in Serie C1, viene acquistato dalla Triestina, dove disputa altri tre campionati di Serie B, sfiorando la promozione in Serie A nel campionato 1985-1986. Nel 1988 i giuliani retrocedono in Serie C1 e Scaglia passa al Piacenza, allenato dal suo conterraneo Enrico Catuzzi che lo aveva avuto al Varese. In Emilia viene impiegato in alternativa ad Armando Madonna, Giuseppe Signori e successivamente Giuseppe Compagno, collezionando 20 presenze prima di essere escluso dalla rosa nella primavera del 1989, insieme a Francesco Mileti, Maurizio Iorio e Giovanni Colasante.
A fine stagione, si trasferisce al Frosinone, in Serie C2. Con i ciociari disputa 25 partite segnando 2 reti, partecipando a una stagione caratterizzata dal sopraggiunto fallimento della società. Nel novembre successivo viene acquistato dal Palermo, con cui ottiene  la promozione dalla Serie C1 alla Serie B, e nel campionato 1991-1992 disputa le sue ultime 4 partite nella serie cadetta, poi un infortunio lo costringe a fermarsi per quasi un anno. Conclude la sua carriera giocando nella seconda lega Svizzera per due anni.
In totale ha giocato 196 presenze in Serie B, realizzando 13 reti.